# Hyperacrius wynnei
Hyperacrius wynnei é uma espécie de roedor da família Cricetidae.
Apenas pode ser encontrada no Paquistão.